# La Bum
La Bum ist das fünfte Studioalbum der Band Sportfreunde Stiller, welches am 3. August 2007 auf CD, LP und als Limited Edition-Variante mit CD inklusive Bonus-DVD Li Ve im Li Do veröffentlicht wurde. Am 15. Februar 2008 wurde das Album unter dem Namen La Bum (Re-Release) neu veröffentlicht. Diese neue Version des Albums enthält fünf neue Lieder, darunter der Song Antinazibund, der sich gegen rechte Gewalt richtet und mit welchem die Sportfreunde Stiller beim Bundesvision Song Contest 2008 auftraten und den 10. Platz belegten. Dieses Lied wurde ohne Verbindung zum Album als Single veröffentlicht.
Der Albumname kommt nach Aussage der Band vom Bassisten Rüdiger Linhof. Dieser sagte „es müsse etwas sein, das zum Ausdruck bringt, dass man die Platte rein macht und es dann sofort "bumm" macht.“ Von diesem bumm kamen die Sportfreunde Stiller zu „Labum – die Fete!“ (eine Anspielung auf den Film La Boum – Die Fete), wobei man sich letztlich für Labum entschied. Zudem ist La Bum ein Anagramm zum Wort Album.
La Bum stieg in Deutschland auf Platz 1 der deutschen Album-Charts ein. Diesen Platz konnte das Album jedoch nur eine Woche halten, blieb jedoch noch zwei weitere Wochen in den Top 10. Insgesamt war das Album 12 Wochen in den Charts. Erfolgreich war das Album zudem in Österreich. Dort stieg die Platte auf Platz 5 der Album-Charts ein und hielt sich insgesamt 7 Wochen in den Charts. Deutlich weniger Erfolg hatte das Album in der Schweiz. Dort stieg es auf dem 25. Platz ein und hielt sich 4 Wochen.

## Entstehung
Ende September 2006 begann die Band mit den Arbeiten an La Bum. Das Album wurde in zwei verschiedenen Studios aufgenommen. Die ersten Aufnahmen entstanden zweiwöchig im Casa Pepe Studio in Spanien, worauf nach Zwei Wochen Hamburg weitere Zwei Wochen Spanien folgten. Am Ende dieser Studioaufenthalte standen 19 aufgenommene Lieder, von welchen die Band einstimmig 11 Lieder auswählten, die auf das Album kamen. Insgesamt entstanden in der Vorbereitung zu La Bum 33 Lieder.

## Titelliste
1. Der Titel vom nächsten Kapitel – 3:50
2. Alles Roger! – 3:14
3. 995er tief über Island – 3:12
4. (Tu nur das) Was dein Herz dir sagt – 3:52
5. Ohne deine Liebe – 4:16
6. Eine gute Nacht – 3:39
7. In unmittelbarer Ferne – 4:02
8. Mo(nu)ment – 2:44
9. Anders als auf Ansichtskarten – 3:00
10. Sodom – 3:12
11. Legenden – 4:29

Li Ve im Li Do (Limited Edition Bonus-DVD)
1. Der Titel vom nächsten Kapitel (Live) – 4:30
2. 995er Tief über Island (Live) – 3:45
3. Alles Roger! (Live) – 5:56
4. (Tu nur das) was dein Herz dir sagt (Live) – 4:01
5. 1. Wahl (Live) – 5:06
6. Wie lange sollen wir noch warten (Live) – 5:55

Zusätzliche Titel auf dem Re-Release
1. Ich weiß was was du nicht weißt – 3:51
2. Antinazibund – 3:03
3. Erika – 3:42
4. Verloren – 3:19
5. Norden – 3:07

## Themen
La Bum entfernt sich thematisch vom Vorgängeralbum You Have to Win Zweikampf. Auf dem Album ist kein Titel mit dem Thema Fußball, welches bei You Have to Win Zweikampf vorherrschend war. Nach Aussage von Peter S. Brugger ist das Album erwachsener und melancholischer als sein Vorgänger.
Themen sind unter anderem: Fernweh (995er tief über Island), Sehnsucht (In unmittelbarer Ferne) und Zweifel ((Tu nur das) Was dein Herz dir sagt).

## Songinformationen

### Singles
Alles Roger! (20. Juli 2007)
Am 20. Juli 2007, also zwei Wochen vor dem Erscheinen des Albums, erschien die erste Single des Albums La Bum. Nach Aussage Peter Bruggers ist das Thema des Liedes Kommunikation, Sprache, Auseinandersetzung mit anderen Leuten und die vielen Missverständnisse, die entstehen können
(Tu nur das) Was dein Herz dir sagt (2. November 2007)
Auf Alles Roger! folgte am 2. November 2007 (Tu nur das) Was dein Herz dir sagt als zweite Single. Als Florian Weber nach dem persönlichen Favorit des Albums gefragt wurde, erwähnte er (Tu nur das) Was dein Herz dir sagt, als „Lied, welches von Zweifeln durchzogen ist“, wobei „die Zweifel auch am Ende des Liedes bestehen bleiben“. Dies fände er sehr interessant, weil sie (Sportfreunde Stiller) sich ja sonst eher positiv ausgelassen gäben.

### Andere Lieder
995er tief über Island
Der Song wurde von Peter Brugger geschrieben. Dieser wurde beim Schreiben des Songs von seiner „Surferfahrung in Südfrankreich“ beeinflusst. Im Allgemeinen handelt der Song von Fernweh.

## Artwork
Das Artwork des Albums stammt von Kai Büschl. Dieser war unter anderem auch für das Artwork der Sportfreunde Stiller Alben Live, You have to win Zweikampf und Burli verantwortlich.

## Rezensionen
La Bum wurde von nationalen Musikkritikern eher gemäßigt aufgenommen. So bewertete Plattentests.de das Album mit 5 von 10 Punkten, Visions mit 8 beziehungsweise 4 Punkten von zwei verschiedenen Redakteuren und bei laut.de schnitt es in der Redaktionswertung mit drei von fünf Punkten ab. So schrieb laut.de:

„Die Münchener haben ein spannendes und oft schlicht wunderschönes Album abgeliefert. […] Die wilden, ungezügelten Herumtob-Zeiten scheinen vorbei, doch ohne, dass der Biss verloren geht.“

„Kurzum, die Sportis haben sich nicht neu erfunden, aber weiter entwickelt. So positionieren sie sich auf eine angenehm spielerische und unverkrampfte Weise zwischen der popkulturellen Glaubwürdigkeit der Ärzte und einer liebevoll austarierten Tomte-Nachdenklichkeit. Denn sie sind dem Indie treu geblieben, ohne den inzwischen erreichten Pop-Status zu verleugnen. Das allein ist schon Leistung genug.“